# Cárcheles
Cárcheles és un municipi de la comarca de Sierra Mágina en la província de Jaén (Espanya), format per les localitats de Cárchel i Carchelejo, que fins a 1975 van ser municipis independents.